# Serrat del Batlle (Montmajor)
El Serrat del Batlle és una muntanya de 833 metres que es troba al municipi de Montmajor, a la comarca catalana del Berguedà.